# Dean Meminger
Dean Meminger, né le 13 mai 1948 à Walterboro, en Caroline du Sud et mort le 23 août 2013, est un joueur et entraîneur américain de basket-ball. Il évolue durant sa carrière au poste de meneur.

## Palmarès
- Champion National Invitation Tournament 1970
- Champion NBA 1973